# Ваља луј Енаке (Арђеш)
Ваља луј Енаке (рум. Valea lui Enache) насеље је у Румунији у округу Арђеш у општини Бајикулешти. Oпштина се налази на надморској висини од 470 m.

## Становништво
Према подацима из 2002. године у насељу је живело 670 становника, од којих су сви румунске националности.